# Козлівська сільська рада (Локачинський район)
Козлівська сільська рада — орган місцевого самоврядування у Локачинському районі Волинської області з адміністративним центром у с. Козлів.

## Населені пункти
Сільській раді підпорядковані населені пункти:
- с. Козлів
- с. Роговичі
- с. Твориничі
- с. Цевеличі

## Населення
Згідно з переписом УРСР 1989 року чисельність наявного населення сільської ради становила 867 осіб, з яких 389 чоловіків та 478 жінок.
За переписом населення України 2001 року в сільській раді мешкало 928 осіб.

### Мова
Розподіл населення за рідною мовою за даними перепису 2001 року:
| Мова       | Відсоток |
| ---------- | -------- |
| українська | 99,68 %  |
| білоруська | 0,32 %   |

## Склад ради
Рада складається з 14 депутатів та голови.

## Керівний склад сільської ради
| ПІБ                             | Основні відомості                                                                                  | Дата обрання | Дата звільнення |
| ------------------------------- | -------------------------------------------------------------------------------------------------- | ------------ | --------------- |
| Хомік Степан Миколайович        | Сільський голова, 1949 року народження, освіта, безпартійний                                       | 26.03.2006   | 31.10.2010      |
| Литвинчук Леонтій Володимирович | Сільський голова, 1952 року народження, освіта вища, член Всеукраїнського об'єднання 'Батьківщина' | 31.10.2010   | 15.04.2014      |

Примітка: таблиця складена за даними джерела